# 대한민국 어게인 나훈아
《대한민국 어게인 나훈아》는 대한민국의 KBS 2TV를 통해 방영된 추석 특집 음악 프로그램이다.

## 기획 의도
수많은 위기에도 힘을 합쳐 기적을 이뤄온 대한민국에서 일어난 코로나19 범유행의 여파로 인하여, 언택트 시대를 맞아 다른 위기로 지쳐가는 국민에게 위로와 힘이 되어줄 수 있는 프로그램이다.

## 방송 일정
| 방송 채널 | 방송 기간       | 방송 시간                                | 비고   |
| --------- | --------------- | ---------------------------------------- | ------ |
| KBS 2TV   | 2020년 9월 30일 | 수요일 밤 8시 30분 ~ 11시 10분           | 본방송 |
| KBS 2TV   | 2020년 10월 3일 | 토요일 밤 10시 30분 ~ 익일 새벽 1시 10분 | 스페셜 |

## 출연진
- 나훈아
- 김동건 (진행자)

## 라이브 세션
- KBS 관현악단

## 리스트

### 1부 고향
| 순번 | 곡 이름              | 연주 단체          | 연주 단체          | 비고      |
| ---- | -------------------- | ------------------ | ------------------ | --------- |
| 1    | 고향으로 가는 배     | 매니아 합창단      | 경북대학교 합창단  |           |
| 2    | 고향역               | 매니아 합창단      | 경북대학교 합창단  |           |
| 3    | 고향의 봄 & 모란동백 | 현음 어린이 합창단 | 현음 어린이 합창단 |           |
| 4    | 물레방아 도는데      |                    |                    | 과거 회상 |
| 5    | 명자                 | 오송즈 합창단      | 오송즈 합창단      |           |
| 6    | 머나먼 고향          | 오송즈 합창단      | 오송즈 합창단      |           |
| 7    | 너와 나의 고향       | 오송즈 합창단      | 오송즈 합창단      |           |
| 8    | 홍시                 | 오송즈 합창단      | 오송즈 합창단      |           |

### 2부 사랑
| 순번 | 곡 이름                           | 연주 단체                      | 연주 단체                      | 연주 단체                      | 연주 단체                      | 비고 |
| ---- | --------------------------------- | ------------------------------ | ------------------------------ | ------------------------------ | ------------------------------ | ---- |
| 1    | 아담과 이브처럼                   | 군팸(안무), 군조(랩)           | 군팸(안무), 군조(랩)           | 군팸(안무), 군조(랩)           | 군팸(안무), 군조(랩)           |      |
| 2    | 사랑                              | 오송즈 합창단                  | 오송즈 합창단                  | 오송즈 합창단                  | 오송즈 합창단                  |      |
| 3    | 무시로                            | 오송즈 합창단                  | 오송즈 합창단                  | 오송즈 합창단                  | 오송즈 합창단                  |      |
| 4    | 울긴 왜 울어                      | 오송즈 합창단                  | 오송즈 합창단                  | 오송즈 합창단                  | 오송즈 합창단                  |      |
| 5    | 내게 애인이 생겼어요              | KOS 강옥순 댄스팀              | KOS 강옥순 댄스팀              | KOS 강옥순 댄스팀              | KOS 강옥순 댄스팀              |      |
| 6    | 사모                              | 피아노, 바이올린, 비올라, 첼로 | 피아노, 바이올린, 비올라, 첼로 | 피아노, 바이올린, 비올라, 첼로 | 피아노, 바이올린, 비올라, 첼로 | 악기 |
| 7    | 웬수                              | 오송즈 합창단                  | 오송즈 합창단                  | 오송즈 합창단                  | 오송즈 합창단                  |      |
| 8    | 18세 순이                         | 오송즈 합창단                  | 오송즈 합창단                  | KOS 강옥순 댄스팀              | KOS 강옥순 댄스팀              |      |
| 9    | Help Me Make It Through the Night | 애소리 악단                    | 애소리 악단                    | 애소리 악단                    | 애소리 악단                    |      |
| 10   | 갈무리                            | 애소리 악단                    | 애소리 악단                    | 애소리 악단                    | 애소리 악단                    |      |
| 11   | 비나리                            | 애소리 악단                    | 애소리 악단                    | 애소리 악단                    | 애소리 악단                    |      |
| 12   | 영영                              | 예소리 악단                    | 매니아 합창단                  | 경복대학교 합창단              | 오송즈 합창단                  |      |

### 3부 인생
| 순번 | 곡 이름           | 연주 단체          | 연주 단체          | 연주 단체               | 비고     |
| ---- | ----------------- | ------------------ | ------------------ | ----------------------- | -------- |
| SP   | 국악(잡초 리믹스) | 채향순 중앙 무용단 | 채향순 중앙 무용단 | 한국전통타악그룹 IN풍류 | 전통음악 |
| 1    | 딱 한번 인생      | 채향순 중앙 무용단 | 채향순 중앙 무용단 | 채향순 중앙 무용단      | 전통음악 |
| 2    | 테스형!           | 군팸(안무)         | 군팸(안무)         | 군팸(안무)              |          |
| 3    | 공                | 오송즈 합창단      | 오송즈 합창단      | 오송즈 합창단           |          |
| 4    | 청춘을 돌려다오   | 오송즈 합창단      | 오송즈 합창단      | 오송즈 합창단           |          |
| 5    | 남자의 인생       | 오송즈 합창단      | 오송즈 합창단      | 오송즈 합창단           |          |
| 6    | 번지 없는 주막    | 오송즈 합창단      | 오송즈 합창단      | 오송즈 합창단           |          |
| 7    | 고장난 벽시계     | 오송즈 합창단      | 오송즈 합창단      | 오송즈 합창단           |          |
| 8    | 자네              | 오송즈 합창단      | 오송즈 합창단      | 오송즈 합창단           | 앵콜     |
| 9    | 사내              | 매니아 합창단      | 경복대학교 합창단  | 오송즈 합창단           | 앵콜     |

## 유명 멘트
여러분 우리는 지금 힘듭니다. 우리는 많이 지쳐 있습니다. 저는 옛날의 역사책을 보든 제가 살아오는 동안에 왕이나 대통령이 국민 때문에 목숨을 걸었다는 사람은 한 사람도 본 적이 없습니다. 이 나라를 누가 지켰냐 하면 바로 오늘 여러분들이 이 나라를 지켰습니다. 여러분 생각해보십시오. 유관순 누나, 또 진주의 논개, 윤봉길, 안중근 열사, 이런 분들 모두가 다 보통 우리 국민이었습니다. 여러분, 여러분은 IMF 때도 이 세계가 깜짝 놀라지 않습니까? 집에 있는 금붙이 다 꺼내서 팔고 나라를 위해서. 국민이 힘이 있으면 위정자들이 생길 수가 없습니다. 대한민국 국민 여러분, 세계에서 제일 1등 국민입니다.— 나훈아

## 시청률
최저 시청률과 최고 시청률은 시청률 조사회사와 지역별로 시청률에 차이가 있을 수 있습니다.
| 방송일          | AGB 시청률     | AGB 시청률   |
| 방송일          | 대한민국(전국) | 서울(수도권) |
| --------------- | -------------- | ------------ |
| 2020년 9월 30일 | 29.0%          | 27.2%        |

## 참고 사항
- 나훈아 측의 요청으로 본 영상의 다시보기 서비스는 제공하지 않는다.
- 올레TV에서 70~80%대 실시간 채널 시청률을 기록하였다.
- 연령별 중장년층과 젊은층, 모든 연령대의 호평을 받았다.
- 원래 1편만 방송할 예정이었으나 토요일에 특별편성이 되면서 2편이 됐다.

## 수상 목록
- 2020년 KBS 연예대상 스페셜 프로그램상
- 2020년 KBS 연예대상 올해의 스태프상 (하동금)
- 2020년 KBS 연예대상 방송작가상 (김지은)

## 같이 보기
- 콘서트